# Nurieux-Volognat
Nurieux-Volognat là một xã ở tỉnh Ain, vùng Auvergne-Rhône-Alpes thuộc miền đông nước Pháp.